# Państwowa Inspekcja Pracy
Państwowa Inspekcja Pracy (PIP) ist die seit 1919 bestehende staatliche Arbeitsinspektion in Polen, die die Einhaltung des Arbeitsrechts und der Verordnungen über die Sicherheit und Hygiene (BHP) am Arbeitsplatz kontrolliert und kostenlos umfangreiche Beratung zu diesen Themen anbietet.